# Stefan da Cuneo
Stefan z Cuneo (wł. Stefano da Cuneo; zm. 14 listopada 1391 w Jerozolimie) – franciszkanin, męczennik i święty Kościoła katolickiego.

## Biografia
Urodził się w Cuneo w Piemoncie. Po wstąpieniu do franciszkanów pracował w latach 1375-1383 na Korsyce. W 1383 roku wyruszył do Palestyny, gdzie franciszkanie z Kustodii Ziemi Świętej posiadali w tym okresie domy zakonne: przy bazylice Bożego Grobu, przy Wieczerniku w Jerozolimie oraz przy bazylice Narodzenia w Betlejem. Stefan przebywał we wspólnocie przy Wieczerniku, gdzie funkcjonował również dom dla pielgrzymów.
W listopadzie 1391 wraz z Piotrem z Narbony, Mikołajem Taveliciem i Deodatusem z Ruticinio udali się do kadiego w Jerozolimie, by wygłosić przed nim potępienie Islamu i zaproponować wiarę chrześcijańską. Gdy zażądano od nich wyrzeczenia się chrześcijaństwa, odmówili. Zostali aresztowani i poddani trwającym trzy dni torturom. Po nich ponownie zaproponowano im, tym razem na publicznym placu, by wyrzekli się chrześcijaństwa. Po kolejnej odmowie zostali zabici. Szczegółowy opis męczeństwa przedstawił w pisemnej relacji ówczesny kustosz Ziemi Świętej o. Gerardo Calvetti. Kult Stefana z Cuneo został zaaprobowany przez Pawła VI w 1966. Papież Leon XIII w 1889 roku potwierdził tylko istniejący od XV wieku kult Mikołaja Tavelicia. Papież Paweł VI kanonizował wszystkich czterech męczenników franciszkańskich 21 czerwca 1970 roku.
Dzień wspomnienia liturgicznego św. Stefana z Cuneo wyznaczono na 17 listopada. Franciszkanie obchodzą wspomnienie 14 listopada – dies natalis.